# Superpuchar Arabii Saudyjskiej w piłce nożnej
Superpuchar Arabii Saudyjskiej w piłce nożnej (arab. ‏كأس السوبر السعودي‎) – trofeum przyznawane zwycięskiej drużynie w turnieju rozgrywanym pomiędzy czterema drużynami – aktualnym mistrzem i wicemistrzem Arabii Saudyjskiej oraz zdobywcą i finalistą Pucharu Króla. Rozgrywki organizowane są od 2013 przez Saudyjski Związek Piłki Nożnej. Do sezonu 2022/2023 w meczu o Superpuchar brały udział dwie drużyny – mistrz Arabii Saudyjskiej oraz zwycięzca Pucharu Króla.
W 2012 Saudyjski Związek Piłki Nożnej zdecydował się utworzyć Superpuchar Arabii Saudyjskiej, a w pierwszej edycji miały rywalizować zwycięzca Saudi Professional League w sezonie 2011/2012 (Asz-Szabab Rijad) oraz triumfator Pucharu Króla 2012 (Al-Hilal). Jednakże w 2012 mecz ten został odwołany, a Związek zapowiedział inaugurację rozgrywek w kolejnym roku.
17 sierpnia 2013 odbyła się pierwsza edycja Superpucharu, a mecz odbył się pomiędzy zwycięzcą Saudi Professional League 2012/2013 – Al Fateh SC oraz Al-Ittihad Club, który wygrał Puchar Króla 2013. Pierwszym zdobywcą Superpucharu został Al Fateh SC, który wygrał po dogrywce 3:2.
W 2021 po podpisaniu umowy sponsorskiej z firmą Berain, oficjalna nazwa Pucharu zmieniła się na Berain Superpuchar Arabii Saudyjskiej.
W 2022 Saudyjski Związek Piłki Nożnej ogłosił zmianę formatu rozgrywek od sezonu 2022/2023 – zamiast dotychczasowych dwóch drużyn, w Superpucharze będą brały udział cztery drużyny: mistrz i wicemistrzem Arabii Saudyjskiej oraz zdobywca i finalista Puchar Króla, a w ramach turnieju zostaną rozegrane trzy mecze – dwa półfinały i finał.

## Zwycięzcy i finaliści

### Format dwudrużynowy
| Sezon | Zwycięzca Saudi Pro League | Wynik          | Zwycięzca Pucharu Króla | Data          | Miejsce                               |
| 2013  | Al Fateh SC                | 3:2 (po dogr.) | Al-Ittihad Club         | 17.08.2013    | Stad al-Malik Abd al-Aziz, Mekka      |
| 2014  | Al-Nassr                   | 1:1 (k. 3:4)   | Asz-Szabab Rijad        | 07.08.2014    | Stadion Króla Fahda, Rijad            |
| 2015  | Al-Nassr                   | 0:1            | Al-Hilal                | 12.08.2015    | Loftus Road, Londyn                   |
| 2016  | Al-Ahli Dżudda             | 1:1 (k. 4:3)   | Al-Hilal                | 08.08.2016    | Craven Cottage, Londyn                |
| 2017  | Nie rozegrano              | Nie rozegrano  | Nie rozegrano           | Nie rozegrano | Nie rozegrano                         |
| 2018  | Al-Hilal                   | 2:1            | Al-Ittihad Club         | 18.08.2018    | Loftus Road, Londyn                   |
| 2019  | Al-Nassr                   | 1:1 (k. 5:4)   | Al-Taawoun FC           | 04.01.2020    | King Abdullah Sports City, Dżudda     |
| 2020  | Al-Hilal                   | 0:3            | Al-Nassr                | 30.01.2021    | Stadion Króla Fahda, Rijad            |
| 2021  | Al-Hilal                   | 2:2 (k. 4:3)   | Al-Faysali              | 06.01.2022    | Prince Faisal bin Fahd Stadium, Rijad |

### Format czterodrużynowy
| Sezon | Zwycięzca                                       | Wynik | Finalista                             | Półfinaliści                                                      | Data       | Miejsce                    |
| ----- | ----------------------------------------------- | ----- | ------------------------------------- | ----------------------------------------------------------------- | ---------- | -------------------------- |
| 2022  | Al-Ittihad Club (2. miejsce w Saudi Pro League) | 2:0   | Al-Fayha FC (Zwycięzca Pucharu Króla) | Al-Nassr (3. miejsce w Saudi Pro League)                          | 29.01.2023 | Stadion Króla Fahda, Rijad |
| 2022  | Al-Ittihad Club (2. miejsce w Saudi Pro League) | 2:0   | Al-Fayha FC (Zwycięzca Pucharu Króla) | Al-Hilal (1. miejsce w Saudi Pro League, finalista Pucharu Króla) | 29.01.2023 | Stadion Króla Fahda, Rijad |